# Línea Hoboken–Calle 33
Hoboken–Calle 33 es un servicio operado por el PATH. Está coloreado en azul en los mapas del servicio del PATH y en el marcador de visualización tiene luces azules. Este servicio opera desde Hoboken hacia la 33° Calle en Midtown Manhattan. Este servicio opera desde las 6:00 a las 23:00  durante los días de semana.  En otros horarios, este servicio es reemplazado por el servicio Journal Square-33° Calle (vía Hoboken).

## Lista de estaciones
| Estación          | Horario                             | Transferencias | Accesibilidad              |
| ----------------- | ----------------------------------- | -------------- | -------------------------- |
| Nueva Jersey      |                                     |                |                            |
| Hoboken           | 6:00 a las 23:00 los días de semana | HOB–WTC        | Acceso para discapacitados |
| Manhattan         |                                     |                |                            |
| Calle Christopher | 6:00 a las 23:00 los días de semana | JSQ–33         |                            |
| 9° Calle          | 6:00 a las 23:00 los días de semana | JSQ–33         |                            |
| 14° Calle         | 6:00 a las 23:00 los días de semana | JSQ–33         |                            |
| 23° Calle         | 6:00 a las 23:00 los días de semana | JSQ–33         |                            |
| 33° Calle         | 6:00 a las 23:00 los días de semana | JSQ–33         | Acceso para discapacitados |

- Datos: Q2319374